# Pirolízis
A pirolízis (hőbontás) szerves hulladék kémiai lebontására szolgáló olyan technológia, melynek során erre a célra kialakított reaktorban hevítéssel, oxigénmentes, vagy oxigénszegény közegben a szerves hulladékot többféle termékre bontják.
Az elnevezés görög eredetű: pyr (πυρ = tűz), lyszisz (λύσις = megoldás, feloldás).
Összehasonlítva más hulladékkezelési technológiákkal, az égetésnél és a hulladéklerakónál kedvezőbb környezetvédelmi szempontból. A pirolízis ma az egyetlen ismert módszer, mely előkezelés nélkül alkalmas vegyes hulladék feldolgozására. Pl. a lerakók metánfejlődése, csurgalékvíz kezelése állandó üzemi feladat, és esetleges kigyulladása komoly környezetvédelmi és tűzrendészeti feladatot jelent.

## Fogalma
A hőbontás során a szerves hulladékból keletkezik:
- pirolízis gáz,
- folyékony termék (olaj, kátrány, szerves savakat tartalmazó bomlási víz),
- szilárd végtermék (pirolíziskoksz).

## Eljárások

### Az eljárások típusai
Hőmérséklet szerint:
- kis-, és középhőmérsékletű eljárás (450-600 °C)
- nagyhőmérsékletű eljárás (800-1100 °C)
- nagyhőmérsékletű salakolvasztásos eljárás (>1200 °C)

A hevített tér szerint:
- közvetett (reaktorfalon keresztül, ill. cirkulációs közeg segítségével)
- közvetlen (a reaktorban)

## A végtermék hasznosítható
- energiahordozóként (fűtőgáz, tüzelőolaj, koksz),
- vegyipari másodnyersanyagként (pl. a gázterméket szintézisgázzá konvertálva metanol előállításához),
- egyéb célokra (talajjavítás szilárd, szénben dús maradékkal, fakonzerválás vizes maradékkal, granulált salakolvadék építőipari adalékanyagként stb.) A pirolíziskoksz formában megmaradt szén talajjavítási célra alkalmazva egyben CO2 tárolási feladatot is ellát.

A pirolízis légszennyező hatása kisebb, mint a hulladékégetésé (marad elégetlen szén). Az eljárás bonyolult; előkészítési, gáztisztítási, mosóvíztisztítási műveletek szükségesek, nagyobb a lehetősége nehezen bomló égéstermékek keletkezésének.

## Az alkalmazott újabb eljárások

### ECO-WASTE rendszer
- szabályozott termikus oxidáción alapul
- utóégetőben biztosítják a veszélyes anyagok ártalmatlanítását
- számítógépes folyamatirányítási rendszer

Fő elemei: hulladék adagoló, biolízis kamra, gázelvezetés, utóégető kamra, submatikus szabályozó rendszer, füstgáztisztító, energia visszanyerő (hőcserélő), kémény.
A rendszer előnye a tökéletesebb lebontás és a füstgáztisztító hatékony működése következtében ma már a berendezések a legszigorúbb EPA, EU illetve hazai levegőtisztaság-védelmi előírásoknak is megfelelnek.

### Gázfejlesztő, elgázosítási technológiai rendszer
- a szerves anyagok hőbontása min. 850-950 °C hőmérsékleten történik,
- segédanyagok – levegő, oxigén, vízgőz – segítségével megy végbe,
- cél a lehető legnagyobb gázkihozatal,
- elgázosításhoz szükséges energiát a szerves anyagok parciális égetése biztosítja,
- a gáz termék döntően hidrogént és szénmonoxidot tartalmaz, fűtőértéke jelentősen az alacsonyhőmérsékletű pirolízisgáz fűtőértéke alatt van,
- a gáztisztításra a pirolízises módszereknél említett komplex tisztítási eljárások alkalmazottak,
- üvegszerű salakgranulátum keletkezik.

### Hideg plazma pirolízis
Lényege, hogy a plasztikhulladékból hidrogén, metán és etilén legyen.
A hideg plazma pirolízis mindössze 500- 600 °C között működik a hagyományos fűtés és hideg plazma kombinálásával, tehát ez az eljárás viszonylag kevés energiát igényel. Az eredmény: a hagyományos pirolízis során kinyert etilén ötvenötszörösét sikerült kinyerni. A hideg plazma generátor, amely kémiai kötések megszakítására, reakciók iniciálására és gerjesztésére szolgál, két elektródából áll, amelyeket egy vagy két szigetelőréteg választ el egymástól.
A reakcióidő néhány másodpercben mérhető, vagyis gyors és potenciálisan olcsó technológiáról van szó.

### Legismertebb technológiák
Siemens-eljárás, Lurgi-eljárás, Noell-eljárás, Thermoselect-eljárás.

### Hazai alkalmazások
Országos Hulladékgazdálkodási Terv 2014-2020. (Hulladék gumiabroncs hasznosítását is említi, mely során pirolízist, mint technológiai változatot veszi figyelembe.) Üzem: KGF Hungary Kft. Bátonyterenye.
MOL TVK Olefinüzem, szénhidrogének termikus krakkolása (pirolízis). Az elgázosító fatüzelésű kazánok technológiája is pirolízis, a fa termikus bontása. 
Települési szennyvíziszap energetikai kezelése (Miskolci Egyetem tanulmánya, szennyvíziszap-hasznosítás).
New Energy Kft. autógumi pirolízis.